# Showscan
Le Showscan est un procédé cinématographique mis au point par Douglas Trumbull, spécialiste des effets spéciaux (2001, l'Odyssée de l'espace, Rencontres du troisième type, Blade Runner, Brainstorm), qui fut principalement exploité pour le cinéma dynamique.

## Description et historique
Le Showscan reprend les dispositions du 70 mm classique, mais porte la cadence de défilement du film à 60 images par seconde. Cela a pour effet d’améliorer très sensiblement la netteté et la luminosité de l’image et d'accroître le sentiment de réalité et de profondeur.
Le film Brainstorm de Douglas Trumbull devait être à l'origine le premier film en showscan, mais le projet ne put être mené à bien. Toutefois, le montage final alterne entre des scènes tournées en 35 mm et 70 mm, et le changement de ratio (du 1:66 au Scope 2:35) permit de marquer une rupture narrative et sensorielle.
Utilisé actuellement dans les parcs d'attractions comme Universal Studios, quelques salles en France en avaient été équipées, dont l'UGC Ermitage à Paris (aujourd'hui fermé), le Cinéma Haute Résolution du Futuroscope dans la Vienne, ou encore le Xanadu à Walygator Parc en Moselle, ainsi que Kinepolis à Bruxelles. Showscan Film Corporation, qui produisait et commercialisait l'équipement, fit faillite en 2002. Le procédé a été racheté par une nouvelle société, Showscan Entertainment.
Finalement, l'utilisation commerciale du Showscan se fit principalement avec des ride films, courts-métrages de voyages virtuels spectaculaires produits spécifiquement pour les parcs d'attraction et les casinos. On peut ainsi citer Rollercoaster, Devil's Mine Ride, Space Race, Street Luge, etc.
Le Showscan peut être considéré comme le procédé précurseur de la technologie du High Frame Rate.

## Liste non-exhaustive de films en showscan

### Films spécialisés (specialty theatre films)[2],[3]
- 1978 : Night of the Dreams, Douglas Trumbull (film-démo)[4].

- 1983 : Big Ball, Douglas Trumbull, Showscan 70mm, 23'.
- 1983 : New Magic, Douglas Trumbull, Showscan 70mm, 27' (photographie : Jim Dickson).
- 1985 : Let's Go, Douglas Trumbull, Showscan 70mm, 19', (photographie : Ernest Day).
- 1988 : Call from Space, Richard Fleischer, Showscan 3-D 70mm, 29', (photographie : Jack Cardiff).
- 1989 : Leonardo's Dream, Douglas Trumbull, Showscan 3-D 70mm, 26', (photographie : Giuseppe Rotunno).
- 1989 : The Magic Balloon, Ronald Neame, Showscan 3-D 70mm, 42', (photographie : Jack Cardiff).
- 1989 : France, images d'une révolution, Alec Costandinos, Showscan 70mm, 40', (photographie : Bernard Joliot).
- 1992 : Concert for the Earth, Bayley Silleck, Showscan 3-D 70mm, 16', (photographie : Robin Vidgeon).

### Ride films[2],[3]
- 1991 : Devil's Mine Ride, Roger Wielgus, 4'.
- 1991 : Space Race, Scott Squires, 5' (réalisé avec la collaboration d'Industrial Light & Magic).
- 1996 : Street Luge, Hal Needham, 5'.